# ثهران (جبل)
جبل ثهران (آل تليد) هو من سلالة جبال السروات يقع تحديداً ضمن جبال سراة خولان جنوب السعودية ويتبع إدارياً محافظة الداير التابعة إدارياًلمنطقة جازان يبلغ ارتفاعه بنحو 2,621 متر (8,599 قدم).